# Aquino
Aquino és una comuna d'Itàlia amb 5.337 habitants, a la província de Frosinone. Anteriorment fou part de la província de Terra di Lavoro a Campània, i fou incorporada al Laci durant el govern feixista.
Aquino es deia durant el període romà Aquinum, i era al territori dels volscs, a la via Llatina, a l'esquerra del riu Liris.
Apareix per primer cop a la segona guerra púnica com una ciutat romana per la que va passar Hanníbal. Ciceró hi va tenir una vila o residència. Amb el segon triumvirat va rebre una colònia romana i el municipi va esdevenir colònia durant l'imperi.
Fou part de la primera regió d'Itàlia en temps d'August i lloc de naixement del poeta Juvenal i de l'emperador Pescenni Níger. Sant Tomàs d'Aquino va néixer en realitat a Roccaseca però el títol de comtes d'Aquino corresponia a la seva família, que posseïa la regió des del 996 (eren descendents del príncep Atenulf de Càpua).